# Водолікарня Гольденберга
Водолікарня Гольденберга  — одна з найвідоміших історичних споруд міста Кропивницького, побудована наприкінці XIX століття.

## Архітектура і оздоблення
Архітектор Яків Паученко послуговувався у своїй творчості елементами різних стилів. Так, під час проєктування лікарні Гольденберга було використано елементи мавританського стилю. Будівлю оздоблено декоративною плиткою та штукованою різьбленою штукатуркою, смугастим муруванням з кольорової цегли, різьбленими дверима у «східній» арці порталу.
|                                                | Будівля була створена за проектом Якова Паученка в мавританському стилі. Однак архітектор використовує не просто цитування, він переосмислює і робить не картинку-копію із мавританського стилю, а підводить нас до того, що це щось східне. |
| — заслужений художник України Андрій Надєждін, | |

## Фотогалерея

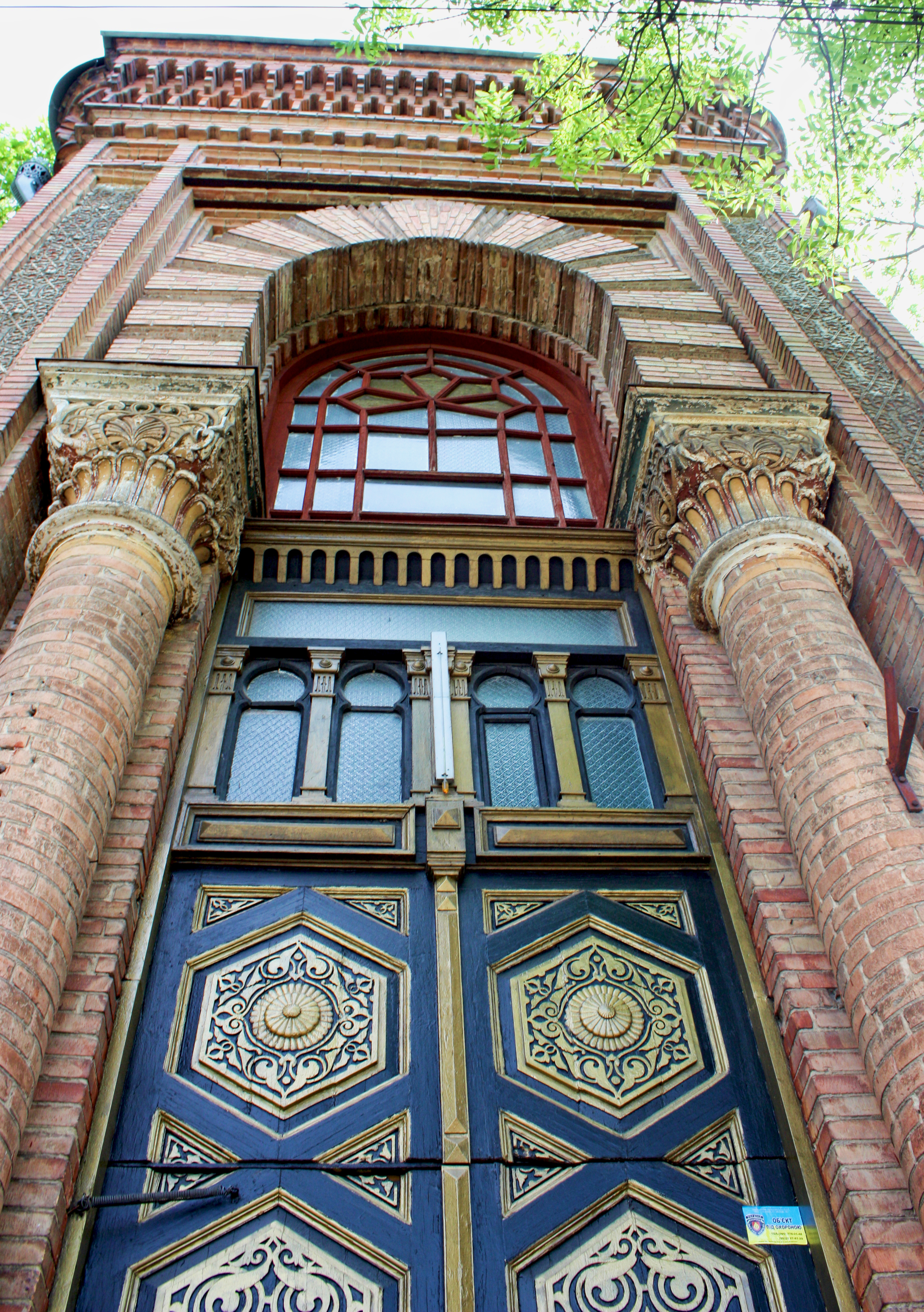
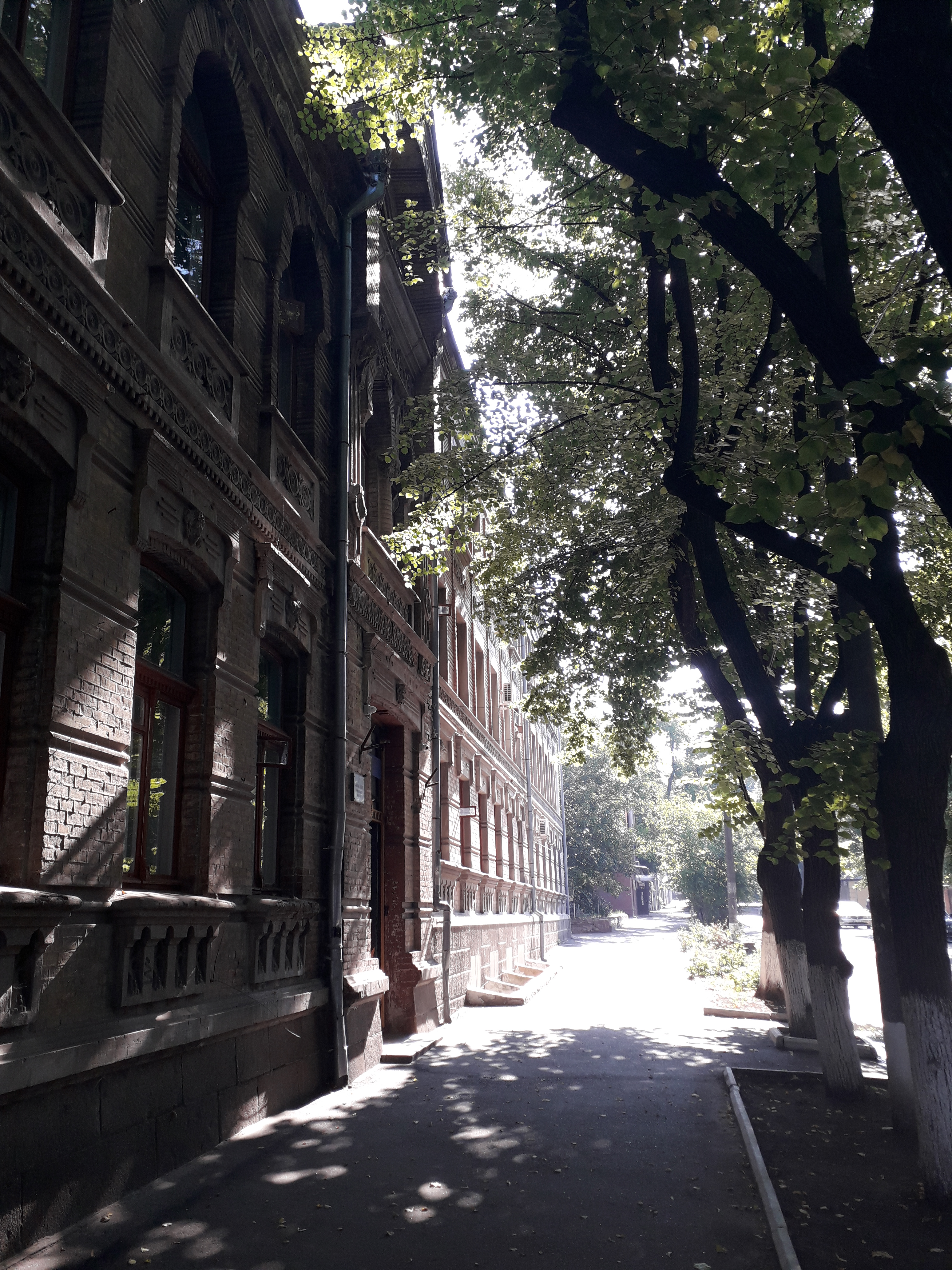
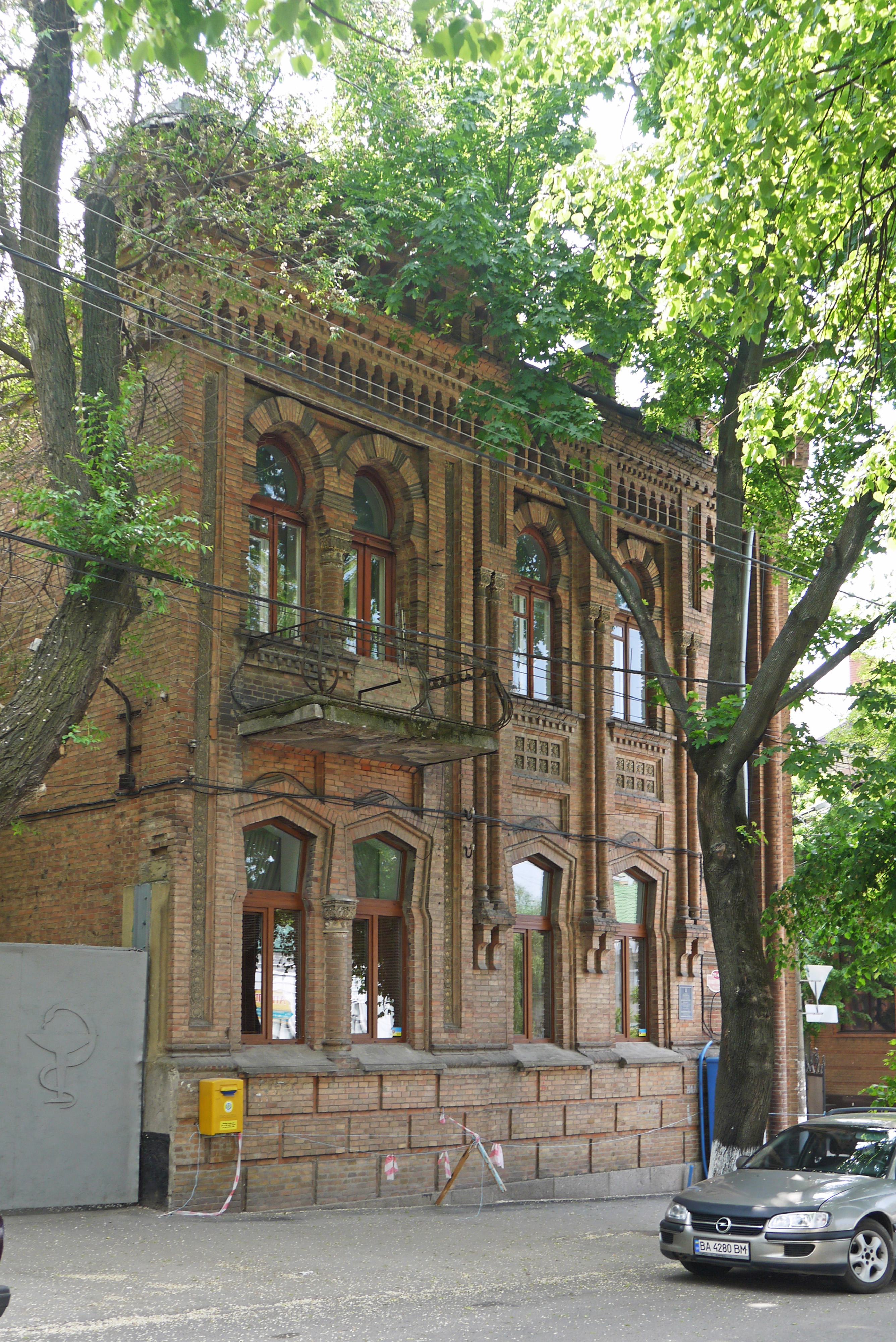